# Jacob van Bunnick
Jacob van Bunnick, o Bunnik (... – 1725), è stato un pittore olandese del secolo d'oro.

## Biografia
Fu allievo del fratello Jan.
Assieme a lui partì per un lungo viaggio: visitò Francoforte sul Meno, Heidelberg, Spira, Strasburgo, la Svizzera e l'Italia. Fece perciò analoghe esperienze nel campo della pittura ed ebbe così modo di affinare il suo stile.
Si dedicò principalmente alla pittura di battaglie, ma, nonostante la diversità di soggetto, il suo modo di disegnare e di colorare è molto simile a quello del fratello.
Nel 1686 e nel 1688 fu decano della Corporazione di San Luca di Utrecht.